# Melampsorella symphyti
Melampsorella symphyti är en svampart som beskrevs av Bubák 1903. Melampsorella symphyti ingår i släktet Melampsorella och familjen Pucciniastraceae.   Inga underarter finns listade i Catalogue of Life.